# Seresta
Seresta é um gênero musical que surgiu no século XX no Brasil, derivado da serenata. O distrito de Conservatória, em Valença – RJ, é considerado a capital da seresta. A partir dos anos 2000, na Bahia e em outros estados, a seresta foi adaptada a paredões de som e ao arrocha. A seresta contemporânea é uma derivação do arrocha e não mais da seresta original. Embora o gênero tenha evoluído e se modernizado, a tradição da seresta original ainda se mantém viva em certos lugares do Brasil.

## História
Seresta foi um nome surgido no século XX, no Brasil, para rebatizar a mais antiga tradição de cantoria popular das cidades, a serenata; ato de cantar canções de caráter sentimental à noite, pelas ruas, com parada obrigatória diante das casas das namoradas, a serenata já apareceria descrita em 1505 em Portugal por Gil Vicente na farsa Quem Tem Farelos?. No Brasil, o costume das serenatas seria referido pelo viajante francês Le Gentil de la Barbinais, de passagem por Salvador em 1717, ao contar em seu livro Nouveau voyage autour du monde que "à noite só se ouviam os tristes acordes das violas", tocadas por portugueses (espadas escondidas sob os camisolões) a passear "debaixo dos balcões de suas amadas" cantando, de instrumento em punho, com "voz ridiculamente terna".
Mais compreensivo, outro francês, o estudioso de literatura luso-brasileira Ferdinand Denis, registraria em livro de 1826 que "gente simples, trabalhadores, percorrem as ruas à noite repetindo modinhas comoventes, que não se consegue ouvir sem emoção". 
Com a transformação dessa modinha, a partir do Romantismo, em canção sentimental típica das cidades em todo o Brasil (alguns poetas românticos foram compositores, outros tiveram seus versos musicados), tal tipo de canto, transformado desde o séc. XVIII quase em canção de câmara, volta a popularizar-se com a voga das serenatas acompanhadas por músicos de choro, à base de flauta, violão e cavaquinho.
Influenciadas pelas valsas, as modinhas têm então realçado seu tom de lamento na voz dos boêmios e mestiços capadócios cantadores de serenatas, por isso chamados de serenatistas e serenateiros. Assim, quando no séc. XX a serenata passa por evolução semântica a seresta (para confundir agora sob esse nome, muitas vezes, o ato de cantar com o gênero cantado), os cantores com voz apropriada ao sentimentalismo de serenatas ou serestas transformam-se, finalmente, em seresteiros.
José Ramos Tinhorão diz que a modinha do início do século XX, tanto na Bahia quanto no Rio de Janeiro, ao retornar aos salões sob o nome de canção, associou seus "trovadores" a dois distintos agrupamentos separados por convenções sociais: os "cancioneiros" e os "seresteiros" — sendo todos eles boêmios.
Dentre esses cantores, ficou muito conhecido, desde fins do século XIX, o também poeta e violonista Catulo da Paixão Cearense, que ao unir seus versos às melodias de notáveis chorões — como Joaquim Callado, Anacleto de Medeiros, Ernesto Nazareth e João Pernambuco, entre muitos outros — veio a se tornar uma figura mítica no ambiente da seresta e dos saraus caseiros.

## Origem do gênero
Conforme nos lembra o flautista brasileiro Carlos Poyares na apresentação de seu disco Brasil, Seresta, no passado, grupos de músicos, saindo das festas, detinham-se às janelas de suas pretendidas, para tocar e cantar madrugada adentro, constituindo um costume boêmio que nós herdamos, como tantos outros, da Península Ibérica. Passando a denominar-se seresta, serenata ou sereno, essas primeiras manifestações, no Brasil, fizeram-se muito antes do lampião de gás, à luz da Lua.
Efetivamente, a origem desse costume — de se evocar alguém (especialmente a pessoa amada) através dos versos — vem de tradições com muitos séculos. Conforme o testemunho de cronistas medievais, na Península Ibérica (Portugal e Espanha), desde a Idade Média os trovadores e menestréis já costumavam entoar as famosas cantigas ou cantares, que compõem um vasto repertório lírico e também satírico: as cantigas nem sempre tinham tom de romantismo, pois havia as cantigas de amigo e de amor, destinadas aos amigos ou à amada, mas também as cantigas de escárnio e cantigas de maldizer, nas quais enviavam-se recados indelicados a desafetos pessoais, inclinando para o tom humorístico.
As cantigas líricas medievais constituíam inicialmente atividades palacianas, cantadas para as damas dos castelos e palácios. Por essa razão, eram encaradas como hábitos aristocráticos, entoadas ao som de instrumentos denominados guitarras (século XIII) ou vihuela (viola espanhola — séculos XIV e XV). Aos poucos, entretanto, foram extrapolando os muros dos palácios e mesclando-se com manifestações populares, entre as novas camadas sociais urbanas que se formavam. Em Portugal, no início do século XVI, o autor teatral Gil Vicente compôs peças que mostravam cenas do processo de popularização, como os autos Quem Tem Farelos? e Farsa de Inês Pereira.
Os instrumentos também foram se modificando, surgindo uma variante simplificada da viola, tão difundida popularmente que, por volta de 1650, "D. Francisco Manuel de Melo já podia acusar a perda de prestígio do instrumento junto às pessoas de melhor qualificação da cidade, tão baixo descera seu uso na escala social. (...) As novidades de uma música produzida pela gente do povo das cidades, para atender às expectativas do lazer urbano, estava nascendo em Portugal de Quinhentos. E, tal como mais tarde viria a confirmar-se no Brasil, essa música popular surgia como criação das camadas mais humildes dos negros e brancos pobres das cidades, talvez por isso mesmo chamados de patifes". (Em: História Social da Música Popular Brasileira, de José R. Tinhorão.)

## Gêneros derivados
A modinha tradicional; a música romântica; o lundu (lundu-canção), o samba (samba-canção), o choro (choro-canção); o bolero, a valsa, a toada, a guarânia; o fox-canção; o chorinho; até o fado, o tango.